# Patience Mthunzi-Kufa
Patience Mthunzi-Kufa est une physicienne sud-africaine et directrice de recherche en biophotonique au Conseil pour la recherche scientifique et industrielle d'Afrique du Sud. Elle a reçu l'ordre de Mapungubwe en classe bronze pour ses accomplissements remarquables.

## Biographie
Patience Mthunzi-Kufa (Patience Mthunzi) est née le 2 mai 1976 à Orlando, Soweto. Elle va à l'école secondaire de Reasöma et commence des études de psychologie. Elle s'intéresse à la biologie, change de filière et obtient son diplôme de l'Université Rand Afrikaans en 1999. Dans le même établissement, elle obtient un diplôme de troisième cycle en biochimie. Elle cite sa tante comme source d'inspiration : une enseignante, et la seule membre de sa famille à avoir obtenu un master.
Mthunzi part faire sa thèse en Écosse et obtient son doctorat en 2010, avec comme sujet Tri optique et photo-transfection de cellules de mammifères. A son retour en Afrique du Sud, elle milite pour un retour des docteurs africains formés en Europe afin qu'ils puissent eux-mêmes former de jeunes chercheurs dans leur pays d'origine. 
En 2015, lors d'une conférence TED, elle explore la possibilité d'une guérison des cellules infectées par le virus HIV grâce au laser.

## Carrière
Directrice de recherche en biophotonique, elle utilise le laser pour manipuler optiquement des cellules à l'échelle microscopique, dont:
- des cellules souches embryoniques pour reconstruire des tissus
- des cellules neuroblastomiques pour étudier des maladies neurodégénératives
- des cellules HIV-1 pour étudier le virus du SIDA
- des cellules cancéreuses